# Epirhyssa orientalis
Epirhyssa orientalis là một loài tò vò trong họ Ichneumonidae.